# Pycard
Pycard, també escrit Picard i Picart (finals del segle XIV - principis del segle XV) va ser un compositor anglès o francès de transició medieval i renaixentista.
Potser va servir a la casa de Joan de Gant a la dècada de 1390 com a "Jehan Pycard àlies Vaux". El nom "Picard" suggereix un origen francès, però la seva música es considera de tradició anglesa. És un dels compositors més prolífics representats al manuscrit Old Hall (British Library: Additional 57950), amb nou obres atribuïdes a ell. La seva música és d'estil ars nova i és inusual pel seu virtuosisme.

Un Gloria de Pycard al manuscrit Old Hall il·lustra la sofisticació de les seves tècniques iso-rítmiques. Cada negra a la part inferior equival a 4½ negres a les parts superiors, creant una proporció desigual de 4:9 que fa que les parts perdin la sincronització. La part inferior es contrau constantment en una sèrie de proporcions pitagòriques (12:9:8:6) fins que les parts tornen a alinear-se. De fet, Taruskin escriu:
| « | "Aquesta música és tan sofisticada, Pycard era tan propens a la bruixeria matemàtica i canònica en les altres vuit peces conservades sota el seu nom a Old Hall, i el seu nom és tan sospitosament gal (cf. l'antiga província de Picardia, al nord de França), que s'ha suggerit que en realitat era un compositor francès les obres del qual es conserven per alguna raó en un manuscrit anglès (i només en un altre, un fragment, també anglès)." | » |